# Bauxitornis mindszentyae
Bauxitornis mindszentyae — вимерлий птах родини Avisauridae, який мешкав в крейдяному періоді близько 85 млн років тому. Скам'янілості знайдені в 2008 році на території Угорщини.